# Houston, imamo problem!
Houston, imamo problem! é um filme de drama documental alemão-croata-esloveno-qatariano-tcheco de 2016 dirigido e escrito por Žiga Virc. Foi selecionado como representante da Eslovênia ao Oscar de melhor filme estrangeiro em 2017.

## Prêmios
- Festival de Cinema de Eslovênia - melhor filme; melhor edição e melhor ator
- Festival de Cinema de Mediteran
- Festival Internacional de Cinema de Karlovy Vary - West Award